# Perk Hapesong
Perk Hapesong is een bestuurslaag in het regentschap Tapanuli Selatan van de provincie Noord-Sumatra, Indonesië. Perk Hapesong telt 1138 inwoners (volkstelling 2010).